# ヤガタムギツク
ヤガタムギツク（矢形麦突、学名：Coreoleuciscus splendidus）は、コイ科に分類される淡水魚。本種のみでCoreoleuciscus属を構成する。
和名にはムギツクが付くが別属。朝鮮語名は쉬리（swiri）で、映画『シュリ』のタイトルはここから取られている。

## 分布
朝鮮半島固有種。大韓民国の漢江・洛東江・錦江・蟾津江と、日本海に注ぐ河川に生息する。
1935年、森為三が江原道（現在の慶尚北道）蔚珍において発見し、最初の科学的な報告を行った。森は、1936年に同地で産卵を観察し、1939年には錦江と蟾津江にも生息していることを発見した。
1966年4月から1989年10月まで行われた韓国における調査で、軍事境界線 (朝鮮半島)付近の非武装地帯の4909ヶ所の調査点のうち659ヶ所で発見された。しかし、黄海に注ぐ栄山江（全羅南道）・挿橋川（忠清南道）・安城川（京畿道）では発見されていない。

## 形態
全長10-15 cmまで成長する。長く細い体を持ち、吻端は尖る。目は小さく馬蹄形である。頭部は灰色がかった茶色で、背は暗い。腹部は明るい色をしており、しばしば白に近い。また、体の両側に沿って明るい縞模様を持つ。縞模様の多くは黄色で、まれにオレンジ色の縞を持つ個体もある。これはカロテノイド色素による発色である。

## 生態
一般的に、5月はじめから6月中旬に産卵する。

## 韓国映画における本種
1999年の韓国映画『シュリ』のタイトルはこの魚の現地名から取られ、有名となった。ただし「シュリ」のカタカナ表記は쉬리（swiri）の発音との隔たりが大きい。より原音に近く日本語に転記する方法としては「スィリ」「シィリ」「シュィリ」などがある。劇中の主人公と敵役の会話において、朝鮮固有種で軍事境界線付近に生息する本種が、朝鮮半島分断の状況と重ね合わせて象徴的に言及されている。本種の姿は主人公のオフィスの水槽に見ることができる。

## 名前

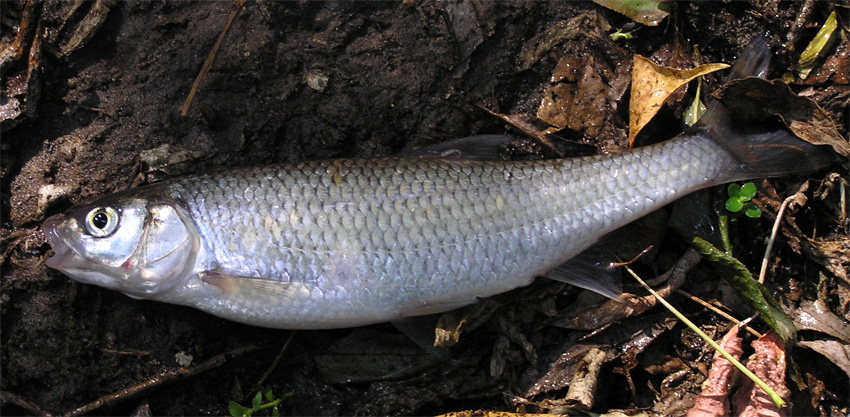
デイス(ヨーロッパウグイ) (Dace)

属名Coreoleuciscusが「朝鮮（Coreo）のデイス（leuciscus）」を意味し、種名splendidusは英語のsplendid「輝く」に由来する。